# Parasola leiocephala

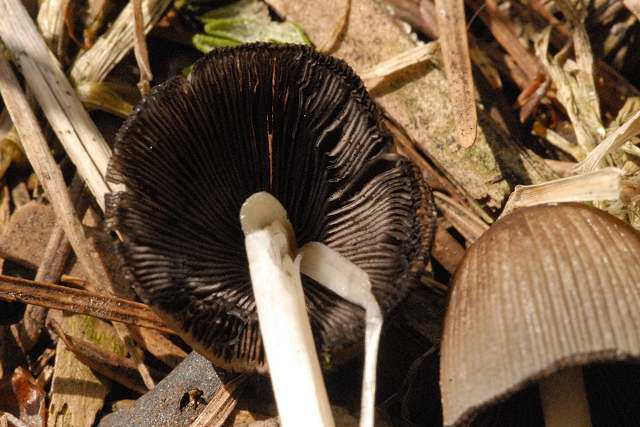
Blaszki i trzon

Parasola leiocephala (P.D. Orton) Redhead, Vilgalys & Hopple) – gatunek grzybów należący do rodziny kruchaweczkowatych (Psathyrellaceae).

## Systematyka i nazewnictwo
Pozycja w klasyfikacji według Index Fungorum: Parasola, Psathyrellaceae, Agaricales, Agaricomycetidae, Agaricomycetes, Agaricomycotina, Basidiomycota, Fungi.
Po raz pierwszy opisał go w 1969 r. Peter Darbishire Orton nadając mu nazwę Coprinus leiocephalus. W wyniku badań filogenetycznych prowadzonych na przełomie XX i XXI wieku mykolodzy ustalili, że rodzaj Coprinus jest polifiletyczny i rozbili go na kilka rodzajów. Obecną, uznaną przez Index Fungorum nazwę nadali temu gatunkowi Redhead, Vilgalys i Hopple w 2001 r.
Synonimy:
- Coprinus leiocephalus P.D. Orton, 1969
- Parasola plicatilis var. leiocephala (P.D. Orton) P. Roux & Guy García 2006

Władysław Wojewoda w 2003 r. dla synonimu Coprinus leiocephalus zaproponował polską nazwę czernidłak cieniolubny. Po przeniesieniu do rodzaju Parasola nazwa ta stała się niespójna z obecną nazwą naukową.

## Morfologia
KapeluszMa średnicę od 1 do 2 cm, jest mocno żebrowana, początkowo jajowata, następnie wypukła, a na końcu płaska. Powierzchnia na środku blado płowa, ku brzegowi bladoszara. Charakterystyczną cechą jest to, że w odróżnieniu od innych przedstawicieli rodzajów Coprinus, Coprinopsis, Coprinellus i Parasola, kapelusz Parasola leiocephala podczas dojrzewania nie rozpływa się zamieniając się w czarną ciecz, lecz kurczy się i czernieje.
BlaszkiWolne, cienkie, dość rzadkie, początkowo białawe, potem ciemnoszare, w końcu czarne.
TrzonWysokość do 6 cm, średnica do 5 mm, cylindryczny, z lekko rozszerzoną podstawą.
Cechy mikroskopoweWysyp zarodników czarny. Zarodniki nieregularnie sercowate z pięcioma zaokrąglonymi bokami w widoku z przodu i elipsoidalne w przekroju, 9,5–12 × 7,0–10 × 8–10,5 × 5–7 μm, z małą porą rostkową.

## Występowanie
Znane jest występowanie Parasola auricoma w  Europie, Ameryce Północnej, w Azji i na Nowej Zelandii. W. Wojewoda w 2003 r. podaje tylko 2 stanowiska na terenie Polski. Później Bujakiewicz, Łuszczyński i Stefaniak podali 3 następne stanowiska. Dość liczne stanowiska z uwagą, że gatunek ten jest dość pospolity, podaje B. Gierczyk i in. w 2011 r. Liczne i bardziej aktualne stanowiska podaje także internetowy atlas grzybów. Zaliczony w nim jest do gatunków zagrożonych i wartych objęcia ochroną.
Saprotrof. Spotykany na gołej ziemi, często na murawach i pastwiskach.